# Mangrovezanger

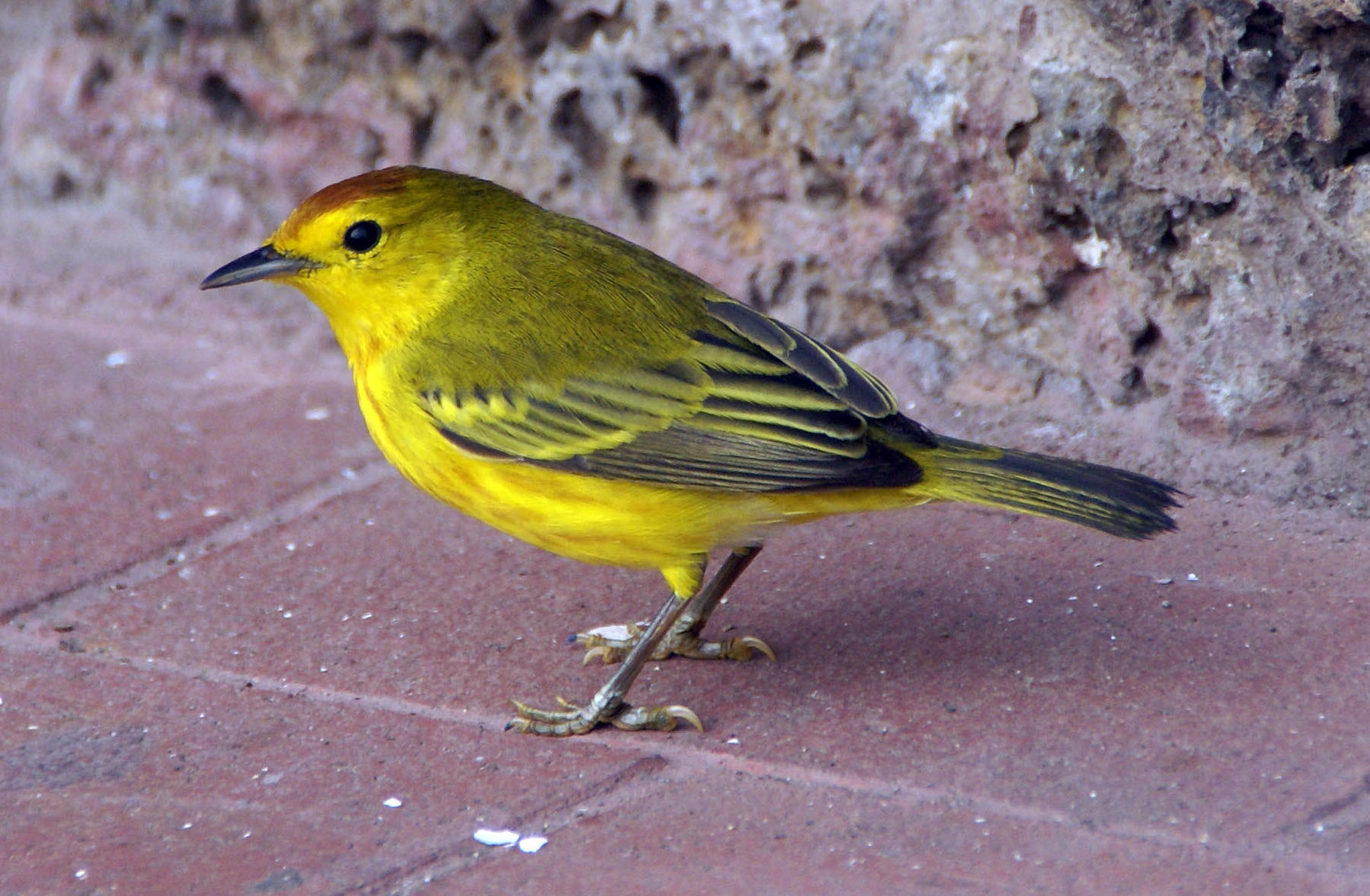
Volwassen mannetje van Setophaga petechia aureola in Puerto Ayorto op Santa Cruz (eiland) (Galapagoseilanden)

De mangrovezanger (Setophaga petechia, synoniem: Dendroica petechia) is een soort uit de familie van de Amerikaanse zangers (Parulidae).

## Ondersoorten
De mangrovezanger vormt een complex van ondersoorten waarvan 34 zijn beschreven.  Deze ondersoorten komen voor in mangrovebossen in West-Indië (waaronder de Nederlandse Antillen):
- S. petechia eoa
- S. petechia gundlachi
- S. petechia obscura

Er zijn minstens 12 ondersoorten die leven in mangrovebossen in Midden-Amerika en het noorden van Zuid-Amerika en verder is er  S. petechia aureola, een ondersoort die voorkomt op de Galapagoseilanden en Cocoseiland.
De 34 ondersoorten:
- S. p. oraria: oostelijk Mexico.
- S. p. bryanti: van zuidoostelijk Mexico tot zuidelijk Nicaragua.
- S. p. erithachorides: van oostelijk Costa Rica tot noordelijk Colombia.
- S. p. chrysendeta: noordoostelijk Colombia en uiterst noordwestelijk Venezuela.
- S. p. paraguanae: Paraguaná in noordwestelijk Venezuela.
- S. p. cienagae: van noordwestelijk tot noordelijk Venezuela en de nabijgelegen eilanden.
- S. p. castaneiceps: zuidelijk Baja California.
- S. p. rhizophorae: Sonora en Sinaloa.
- S. p. phillipsi: van westelijk Mexico tot Honduras.
- S. p. xanthotera: westelijk Nicaragua en westelijk Costa Rica.
- S. p. aithocorys: zuidwestelijk Panama en Nationaal park Coiba.
- S. p. iguanae: Iguana-eiland.
- S. p. aequatorialis: het zuidelijke deel van Centraal-Panama.
- S. p. jubaris: van zuidoostelijk Panama tot het westelijke deel van Centraal-Colombia.
- S. p. peruviana: van zuidwestelijk Colombia tot noordwestelijk Peru.
- S. p. aureola: Coco en de Galapagoseilanden.
- S. p. ruficapilla: Martinique.
- S. p. rufivertex: Cozumel.
- S. p. armouri: Providencia.
- S. p. flavida: San Andrés.
- S. p. eoa: de Kaaimaneilanden en Jamaica.
- S. p. gundlachi: Florida Keys, Cuba en Isla de la Juventud.
- S. p. flaviceps: de Bahama's.
- S. p. albicollis: Hispaniola en de nabijgelegen eilanden.
- S. p. chlora: Seven Brothers Keys.
- S. p. solaris: Gonave.
- S. p. bartholemica: Puerto Rico, de Maagdeneilanden en de noordelijke Kleine Antillen.
- S. p. melanoptera: de centrale Kleine Antillen.
- S. p. babad: Saint Lucia.
- S. p. petechia: Barbados.
- S. p. alsiosa: de Grenadines.
- S. p. rufopileata: Aruba, de Nederlandse Antillen en andere eilanden nabij noordelijk Venezuela.
- S. p. obscura: Las Aves, Los Roques en La Orchila.
- S. p. aurifrons: noordoostelijk Venezuela en de nabijgelegen eilanden.